# Democràcia líquida
La democràcia líquida o democràcia delegada és un sistema democràtic que combina alguns elements de la democràcia representativa i de la democràcia directa. Permet als ciutadans votar en referèndum directe les decisions del govern o delegar el seu vot a un altre ciutadà, organització o partit polític. D'aquesta manera, tothom pot decidir el seu grau d'implicació en política depenent del seu interès, els seus coneixements o la disponibilitat de temps que tinguin.

## Exemple pràctic

Amb la democràcia líquida els ciutadans poden votar directament o delegar el seu vot a altres ciutadans.

S'ha de votar una llei per fomentar les energies renovables però que tindrà una repercussió negativa en l'economia.
- El ciutadà A és ecologista i vota «Sí».
- El ciutadà B considera que és més important l'economia que l'ecologisme i vota «No».
- El ciutadà C té el seu vot en temes d'ecologia delegat a una entitat ecologista, l'entitat vota que «Sí» i automàticament el ciutadà C vota «Sí».
- El ciutadà D té el seu vot en temes d'ecologia delegat al ciutadà C, com que aquest el té delegat a l'entitat ecologista, el ciutadà D també vota «Sí».
- El ciutadà E té el seu vot en temes d'ecologia delegat a una entitat ecologista però el seu vot en temes d'economia delegat a un economista en qui confia. L'entitat ecologista proposa votar «Sí» però l'economista vota pel «No». Aquí es produeix una contradicció. Per saber què vota el ciutadà E, aquest, prèviament haurà d'haver establert una llista de prioritats per aquests casos. Per exemple, podria haver escollit que el temes d'«economia» són més importants que els d'«ecologisme», per tant, el seu vot seria «No».
- El ciutadà F té els seus vots en tots els temes delegats a un partit polític d'esquerres i ecologista, per tant, a priori el seu vot seria «Sí», però en aquest cas concret vol votar diferent al seu partit, així que ell escull votar «No».

## Possibles problemes
La democràcia líquida té alguns problemes particulars:
- Delegacions de vot cícliques: per exemple, el ciutadà A delega el vot al B, el B el delega al C i el ciutadà C, al seu torn, delega el seu vot al ciutadà A.[2]

I alguns altres propis, també, de la democràcia directa o la democràcia representativa:
- Alguns temes poden ser susceptibles a no respectar les minories en sotmetre's a votació. Per exemple, si s'ha de votar si construir una presó al municipi A amb 100 habitants o al municipi B amb 50 habitants. El més possible és que s'acabi construint al municipi B perquè els de l'A són majoria.[2]
- Venda de vot.[2]